# Literatura en alemán

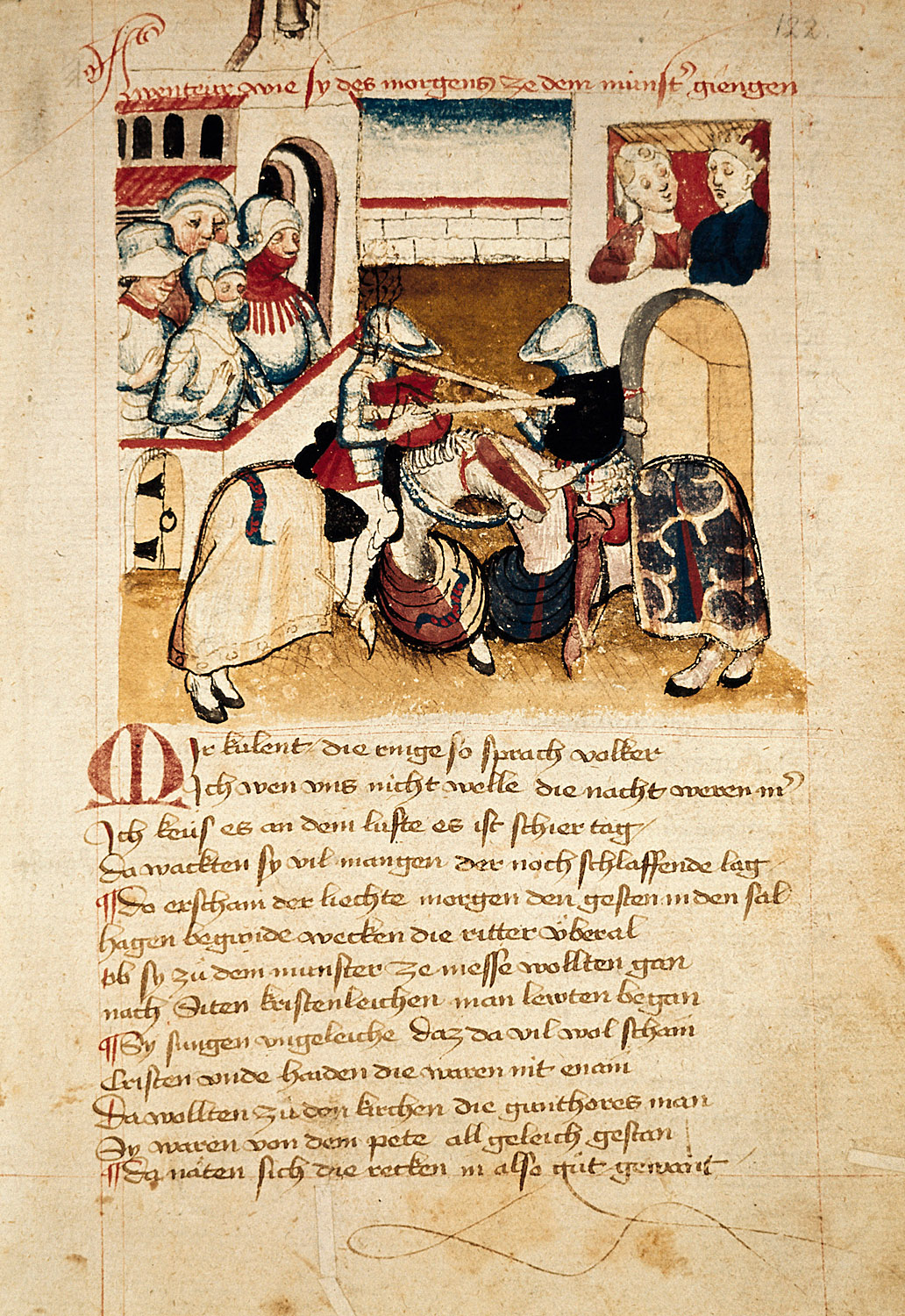
página del Cantar de los nibelungos

La literatura alemana o literatura en alemán comprende los textos originarios de los pueblos germanohablantes de Europa central. Su desarrollo, que trasciende las tan volubles fronteras políticas, incluye no solamente los escritos de la actual Alemania reunificada, sino también los de Austria y Suiza.
En la literatura alemana se incluyen, además, trabajos no poéticos o sin exigencia literaria particular: esto es, trabajos de historiografía, de historia de la literatura, de ciencias sociales, de filosofía y otros. También, diarios o epístolas.

## La literatura alemana a través de sus grandes periodos y movimientos
Tiene sus inicios hacia el año 750, aunque hasta el 1500 se considera que la lengua utilizada es el antiguo alto alemán. La época de mayor interés está entre 1170 y 1230, en la que floreció el Minnesang, canciones de amor cortés y poemas épicos, cuyo representante más importante es Walther von der Vogelweide. El Renacimiento y el Barroco serán de poco interés, aunque es en esta época que Martín Lutero crea, con su traducción de la Biblia, la lengua estándar que conocemos en la actualidad. Serán los movimientos del Sturm und Drang y el Clasicismo de Weimar los que den autores universales como Goethe, cuyo Fausto pertenece sin duda al canon literario occidental, Schiller y Hölderlin. El romanticismo también tuvo mucha importancia, dando autores como Heinrich Heine y los hermanos Grimm, pero es a partir del siglo XX que aparecerán de nuevo figuras universales de la talla de Rainer Maria Rilke, Thomas Mann, Franz Kafka, Hermann Hesse y Bertolt Brecht.
Corrientes literarias de la literatura en alemán
|                 |                  |                 |                          |                          |                        |                        |                        |                            |                            |                      |                      |              |                       |                       |                |          |             | Heimatkunst   |               |               |               |                                      |                                      |                                      |                                      |                    |                                                         |                                                         |                |
|                 |                  |                 |                          |                          |                        |                        |                        |                            |                            |                      |                      |              |                       |                       |                |          |             | Fin de siècle |               |               |               |                                      |                                      |                                      |                                      |                    |                                                         |                                                         |                |
|                 |                  |                 |                          |                          |                        |                        |                        |                            |                            |                      |                      |              |                       | Alemania Joven        | Alemania Joven |          |             | Simbolismo    | Simbolismo    | Simbolismo    | Simbolismo    | Simbolismo                           | Simbolismo                           |                                      |                                      |                    |                                                         |                                                         |                |
|                 |                  |                 |                          |                          |                        |                        |                        | Sturm und Drang hasta 1785 | Sturm und Drang hasta 1785 |                      |                      |              | Biedermeier / Vormärz | Biedermeier / Vormärz |                |          |             | Impresionismo | Impresionismo | Impresionismo | Impresionismo | Impresionismo                        | Nueva Objetividad                    | Nueva Objetividad                    |                                      | Exilliteratur      |                                                         | Postmodernismo                                          | Postmodernismo |
|                 |                  |                 | Renacimiento y humanismo | Renacimiento y humanismo |                        |                        | Sentimentalismo        | Sentimentalismo            |                            |                      | Romanticismo         | Romanticismo | Romanticismo          | Romanticismo          |                |          | Naturalismo | Naturalismo   |               |               |               | Literatura de la República de Weimar | Literatura de la República de Weimar | Literatura de la República de Weimar | Literatura de la República de Weimar | Emigración interna | Literatura de la RDA                                    | Literatura de la RDA                                    |                |
| Alta Edad Media | Edad Media Plena | Baja Edad Media | Baja Edad Media          |                          | Literatura del Barroco | Ilustración hasta 1785 | Ilustración hasta 1785 | Ilustración hasta 1785     | Ilustración hasta 1785     | Clasicismo de Weimar | Clasicismo de Weimar |              |                       |                       |                | Realismo | Realismo    |               |               | Expresionismo | Expresionismo | Expresionismo                        | Expresionismo                        |                                      |                                      | Literatura nazi    | Trümmerliteratur, Literatura de la Posguerra hasta 1967 | Trümmerliteratur, Literatura de la Posguerra hasta 1967 |                |
| 750             | 1170             | 1270            | 1470                     | 1500                     | 1600                   | 1720                   | 1740                   | 1767                       | 1780                       | 1786                 | 1793                 | 1805         | 1815                  | 1830                  | 1848           | 1850     | 1880        | 1890          | 1900          | 1910          | 1914          | 1918                                 | 1920                                 | 1925                                 | 1930                                 | 1933               | 1945                                                    | 1960                                                    | 1990           |

## Alta Edad Media (hacia 750-1100)

Poema en antiguo alto alemán anotado en un borde de un códice latino: el Muspilli,.

Aunque el gótico fue la más temprana lengua germánica de la que se tenga registro histórico y la única lengua germánica oriental sobre la que hay información atestiguada, sólo una muestra de ella —una traducción de la Biblia del obispo gótico Ulfilas que data del siglo IV— ha sobrevivido en fragmentos.
La poesía de la Alta Edad Media sólo se transmitía de forma oral, razón por la que se ha perdido prácticamente en su totalidad. Escribir el conocimiento era casi siempre equivalente a su traducción al latín (como por ejemplo el Derecho Germánico). Se puede deducir la existencia de transmisión de historia aristocrática (Heldenlied, Erzähllied, Fürstenpreis) y «folclore» lírico (bailes, canciones de amor, planctus, rituales mágicos). Sólo se han conservado gracias al azar ejemplos aislados en conventos y monasterios. Ejemplos son los Encantamientos de Merseburg, dos fórmulas mágicas germánicas que a la vez son los únicos testigos de la religiosidad pagana en el área de habla alemana. Como ejemplo de saga o cantar de gesta es importante el Cantar de Hildebrando.
Los testimonios escritos en antiguo alto alemán más antiguos son del siglo VIII y se encuentran en un contexto cultural completamente distinto: en su uso de la lengua vernácula por la Iglesia para sus misiones y para ayudar a la comprensión de los textos en latín (por ejemplo en glosas). Una consciencia literaria en lengua vulgar apareció en la literatura monacal gracias a la base que daba la poesía épica en latín, como por ejemplo en las dos grandes épicas bíblicas del siglo IX, el Heliand, escrito en verso aliterativo en antiguo sajón, y el Evangelienbuch de Otfrid von Weißenburg, con la nueva y prometedora rima al final del verso. Hacia el año 1000, el monje Notker Labeo de la abadía de San Galo tradujo y comentó textos filosóficos de la Antigüedad clásica, con un alto nivel filológico, al antiguo alto alemán. Se le considera el primer gran prosista alemán.
En el siglo XI aparecieron sobre todo textos moralizantes religiosos en alto alemán medio, escritos en forma de pareados. Hagiografías, como por ejemplo el Cantar de Ezzo (hacia 1065), leyendas, como el Cantar de Anno (hacia 1077), épica bíblica de Nuevo y el Antiguo Testamento (Génesis, Éxodo, Vida de Jesús), textos dogmáticos, poesía escatológica y mariana caracterizaron esta primera fase de la literatura religiosa, que estaba pensada para influenciar a la nobleza laica.

## Baja Edad Media (hacia 1100-1500)

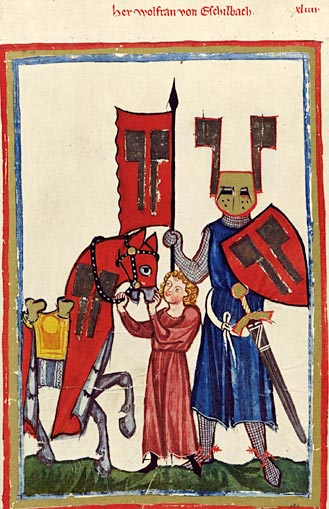
Wolfram von Eschenbach, retrato del autor en el Codex Manesse.

A mediados del siglo XII se produjo una gran transformación en todos los sentidos. Los temas y formas de la literatura se hicieron mucho más variados; se fijaron por escrito temas que antes habían sido considerados como indignos de ser recogidos (lírica cortés, relatos amenos). También la literatura religiosa desarrolló un nuevo interés en el individuo y su biografía (leyendas, como el Tundalus de Alber von Windberg o el Servatius de Heinrich von Veldeke).
También a mediados del siglo XII, la épica histórica, como género poético de orientación laica, consiguió por primera vez rango poético. Su obra principal, el Kaiserchronik con unos 17.000 versos, cuenta por episodios la historia de los emperadores romanos desde la fundación de Roma hasta Conrado III. El Cantar de Roldán de Konrad der Pfaffe relata la lucha de Carlomagno y sus paladines contra los sarracenos en España, así como la muerte de Roldán tras una traición. Con el Cantar de Roldán y el Alexander de Lamprecht der Pfaffe se nota por primera vez la influencia de temas y formas francesas, que marcaría la literatura alemana en los siguientes decenios y siglos.
Las décadas tras 1150 resultaron en un florecimiento de la literatura en alemán. En diferentes cortes de la nobleza feudal se desarrolló una práctica literaria de altura a imitación de los modelos de lenguas romances: la llamada literatura cortés. En la lírica se desarrolló el Minnesang (hohe Minne) y la Sangspruchdichtung, con sus principales representantes Heinrich von Morungen, Reinmar von Hagenau y Walther von der Vogelweide. El Romance de Eneas de Heinrich von Veldeke era incluso para los contemporáneos la obra que señalaba la creación de la épica cortés. El autor se había trasladado desde el bajo Rin hasta la corte del conde de Turingia y terminó allí hacia 1185 la obra. Posteriormente aparecieron en alto alemán medio innumerables épicas corteses siguiendo modelos franceses (Chrétien de Troyes). Los más conocidos fueron Erec y Iwein (Hartmann von Aue), Tristán e Isolda (Gottfried von Straßburg) y Parzival (Wolfram von Eschenbach). Aparte de esta forma «moderna» de relato, se debe mencionar la gesta El cantar de los nibelungos.
En esta transición a la Época Moderna aparece el Der Ackermann aus Böhmen («El agricultor de Bohemia») de Johannes von Tepl.
A finales de la Edad Media apareció la imprenta de tipos móviles, que resultó ser revolucionaria. Finalmente el pergamino pudo ser sustituido por el papel, mucho más barato.

## Humanismo y Reforma Protestante (hacia 1450-1600)

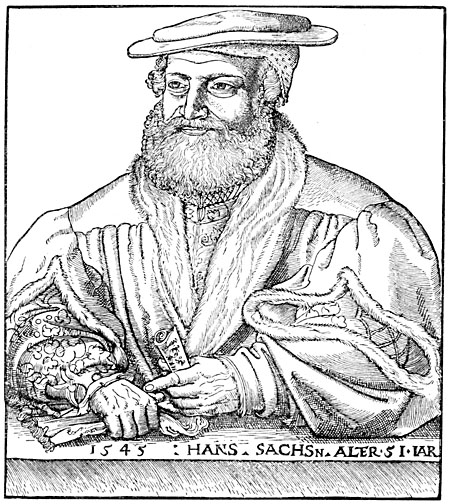
Hans Sachs.

Procedente de Italia se expandió por Alemania el humanismo, una corriente de pensamiento renacentista que se apoyaba en el pensamiento de la Antigüedad clásica. Representantes conocidos de ella fueron Erasmo de Róterdam, activo en Basilea, y Johannes Reuchlin, aunque ambos escribieron la mayoría de sus obras en latín y tuvieron poca influencia fuera de los círculos eruditos. Al contrario que Ulrich von Hutten (1488-1523), con sus poemas rebeldes, o Sebastian Brant (1458-1521), que escribió con gran éxito su Narrenschiff en alemán.
El movimiento de más éxito fue la Reforma protestante introducida por Martín Lutero (1483-1546). Lutero extendió sus ideas en alemán, más próximo al pueblo. El acontecimiento más destacado del mercado del libro alemán en el siglo XVI fue sin duda la edición de la Biblia de Lutero en los años 1522 y 1534. El hecho influyó decisivamente en el desarrollo del alemán moderno.
Aparte del Humanismo y la Reforma, también merece una mención los maestros cantores, el Schwank y los Fastnachtsspiel, representaciones de género burlesco, sobre todo en forma de sus representantes más destacados Hans Sachs (1494-1576) y Jörg Wickram (hacia 1505-antes de 1562). Otro autor notable del siglo XVI fue Johann Fischart (1546-1590), originario de Estrasburgo, cuya obra más conocida es el Affentheurlich Naupengeheurliche Geschichtklitterung.
Un género extendido en la época fue el Volksbuch, un tipo de folleto que se editaba de forma anónima y trataba temas populares. Ejemplos son la Historia de D. Johann Fausten y los relatos en torno a Till Eulenspiegel. Con el humanismo y la reforma protestante nace la llamada literatura alemana moderna.

## Barroco (hacia 1600-1720)

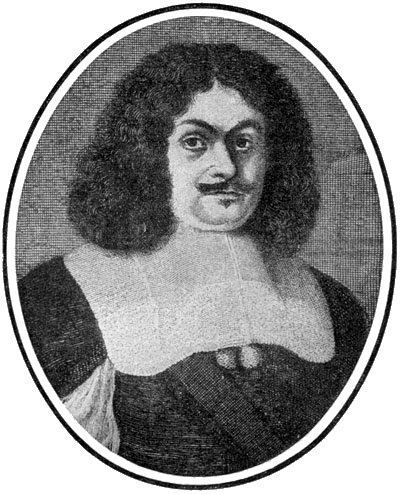
Andreas Gryphius.

Durante el Barroco hubo un importante giro hacia la literatura en alemán. Políticamente, la época vino marcada por la división de confesiones y la Guerra de los Treinta Años (1618-1648). La gran amplitud de la literatura del Barroco incluye desde la poesía cortés a la novela popular, de la imitación de modelos de la Antigüedad, a la lírica sobre las experiencias personales y de la celebración de la vida, al motivo de la vanidad. Aparece la lírica casual.
Durante el Barroco se fundaron innumerables sociedades literarias y de la lengua, siendo la más conocida la Fruchtbringende Gesellschaft. Martin Opitz (1597-1639) recomendó en su libro Buch von der deutschen Poeterey (Libro de la poesía alemana, 1624) el empleo del verso alejandrino para la lírica en lengua alemana, que permaneció durante largo tiempo como la forma de verso más importante. Con algo de retraso llegaron el petrarquismo y la bucólica pastoril a la literatura alemana, pudiéndose mencionar aquí los seguidores de Opitz Paul Fleming (1609-1640) y Simon Dach (1605-1659). Los principales representantes de la poesía pastoril fueron los poetas de la Societas Florigerae ad Pegnensum de Núremberg Georg Philipp Harsdörffer, Johann Klaj y Sigmund von Birken.
Formas líricas de importancia en la época son el soneto, la oda y el epigrama; la poesía se puede dividir principalmente en religiosa, casi siempre evangélica, y mundana. Lírica religiosa escribieron Friedrich Spee von Langenfeld (1591-1635), Paul Gerhardt (1607-1676), Johann Rist (1607-1667), Angelus Silesius (1624-1677) y el místico Jakob Böhme (1575-1624). Entre los poetas más mundanos son especialmente interesantes los sonetos de Andreas Gryphius (1616-1664), así como Christian Hofmann von Hofmannswaldau (1617-1679).
El teatro del Barroco se muestra muy variado. Por una parte existía en teatro jesuita, sobre todo en el sur católico, que solía realizarse en lengua latina. Debido a que el público no entendía la lengua, se intentaban potenciar los efectos visuales. De forma similar ocurría con las compañías teatrales ambulantes extranjeras. Para otro público estaban pensadas la ópera barroca y el teatro de las cortes. La ópera del barroco era muy apreciada como obra de arte. El teatro de las cortes estaba dominado por la llamada Ständeklausel, por el que los destinos de reyes y nobles sólo se debían representar en forma de tragedia y la forma de vida del pueblo debía ser representada en comedias. Sus principales autores son Daniel Casper von Lohenstein (1635-1683) (Cleopatra, Sophonisbe) y Gryphius, con tres comedias y cinco tragedias (Chatharina von Armenien, Leo Armenius, Carolus Stuardus).
La novela barroca consiste principalmente en la novela pastoril, la novela de estado, la novela cortés galante y la más influyente: la novela picaresca, originaria de España. En este último género destaca sobre todo Hans Jakob Christoffel von Grimmelshausen (hacia 1625-1676) con su Simplicissimus, además de las Simplicianischen Schriften. Las aventuras de Simplicissimus durante la Guerra de los Treinta Años son la novela picaresca más importante fuera de la península ibérica. El representante más importante de la novela de estado es el discípulo de Birken, Anton Ulrich von Braunschweig und Lüneburg-Wolfenbüttel.

## Ilustración (hacia 1720-1780)

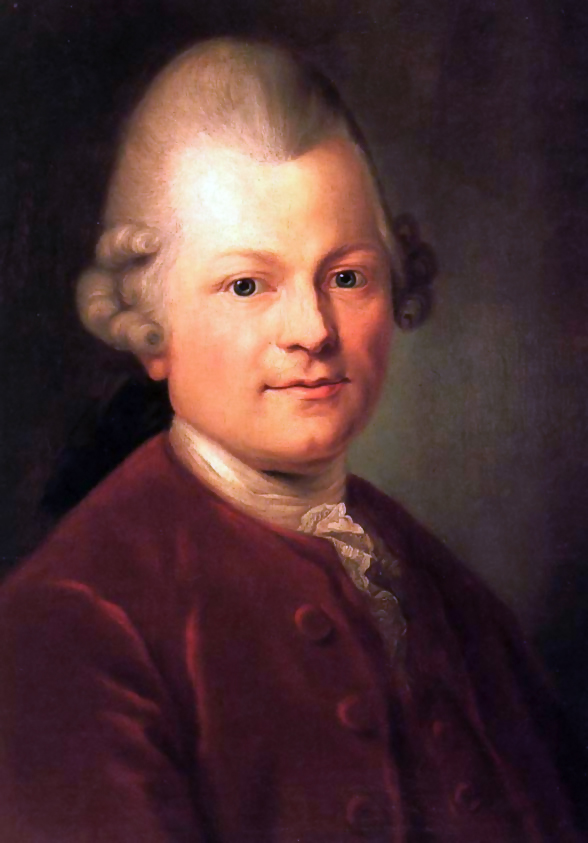
Gotthold Ephraim Lessing.

Ya en 1687 Christian Thomasius, el «padre de la Ilustración alemana», daba sus clases en alemán, en lugar de en latín. Filósofos conocidos de esta época, el inicio de la Ilustración, fueron Christian Wolff y Gottfried Wilhelm Leibniz. El autor literario más importante fue seguramente Christian Fürchtegott Gellert (1715-1769) con sus fábulas. La figura más importante dentro del mundo literario era sin embargo Johann Christoph Gottsched (1700-1766). Sus textos teóricos indicaron la dirección a seguir, sobre todo su Versuch einer critischen Dichtkunst (Ensayo sobre una literatura crítica, 1730), su obra literaria en cambio es de segundo orden. En Dichtkunst, una poética normativa, se apoya en el teatro clásico francés y mantuvo la Ständeklausel. En contra estuvieron el suizo Johann Jakob Bodmer y el filólogo Johann Jakob Breitinger, que vieron sobrevalorado el momento racional. 
Los autores de principios de la Ilustración también pueden ser incluidos en el final del Barroco, un ejemplo de lo dudosas que son las divisiones por época. Los poetas más importante fueron Johann Christian Günther (1695-1723), así como Barthold Heinrich Brockes (1680-1747), que pueden ser incluidos en ambas épocas.
Aparte de la Ilustración aparecieron otras corrientes que ponían en primer plano los sentimientos. En ellas se pueden incluir el Rococó de Friedrich Hagedorns, de Ewald Christian von Kleist, Salomon Gessner y otros.
Ejemplo de toda una generación fue Friedrich Gottlieb Klopstock (1724-1803) con su epopeya Der Messias (El Mesías, 1748-1773), que se regodea en emociones y estados de ánimo. Klopstock se considera perteneciente al Sentimentalismo.
En prosa fue Christoph Martin Wieland (1733-1813) quien rompió moldes. Fue el creador de uno de los primeros Bildungsroman, Geschichte des Agathon (Historia de Aragtón, 1766/67), y mezcló elementos del Rococó con el pensamiento ilustrado.
La época final de la Ilustración alemana es impensable sin Gotthold Ephraim Lessing (1729-1781). Su obra incluye obras teóricas de importancia (Laokoon, 1766), crítica literaria (con Friedrich Nicolai y Moses Mendelssohn) y una serie de obras de teatro significativas. La obra que muestra un mayor espíritu ilustrado es Nathan der Weise (Nathan el Sabio, 1779), en el que se muestra de forma ejemplarizante que los valores del hombre no pueden ser obtenidas de etiquetas casuales como la religión o la nacionalidad.

## Sturm und Drang(hacia 1767-1785)

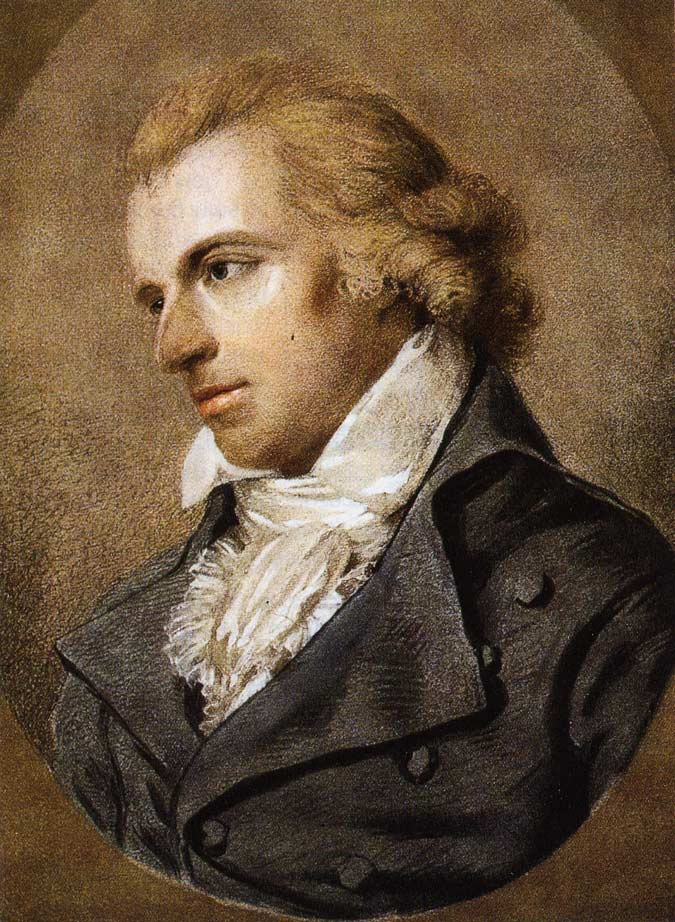
Friedrich Schiller.

Una reacción juvenil a la Ilustración, que era vista como limitadora y falta de sentimientos, fue el corto periodo del Sturm und Drang. La mayoría de los hombres jóvenes, que estaban en contra de cualquier tipo de tiranía, tampoco querían reglas impuestas en asuntos artísticos. Un «genio», así la idea, no debe atenerse a reglas. Escribieron sobre los problemas que les ocupaban y privilegiaron el «aquí y ahora» a la Antigüedad.
Johann Wolfgang von Goethe muestra en la novela epistolar Las cuitas del joven Werther un hombre que muere debido al exceso de sentimiento y a un amor desgraciado. En la obra de teatro de Friedrich Schiller (1759-1805) Los bandidos, un joven se rebela contra su padre y contra sus superiores. Las obras de teatro de Jakob Lenz (1751-92) tenían como tema la opresiva situación de los intelectuales jóvenes, por ejemplo en Der Hofmeister. Además de obras de teatro, también tuvo importancia la poesía, ya que en ella se podían expresar la emoción y el pathos.
El movimiento Sturm und Drang no duró mucho tiempo, ya que la mayoría de sus protagonistas continuaron desarrollándose en otras direcciones. Schiller y Goethe fundaron el Clasicismo alemán. Lenz, por otra parte, no pudo reconciliarse con su entorno y murió solo.

## Clasicismo de Weimar (hacia 1786-1805)

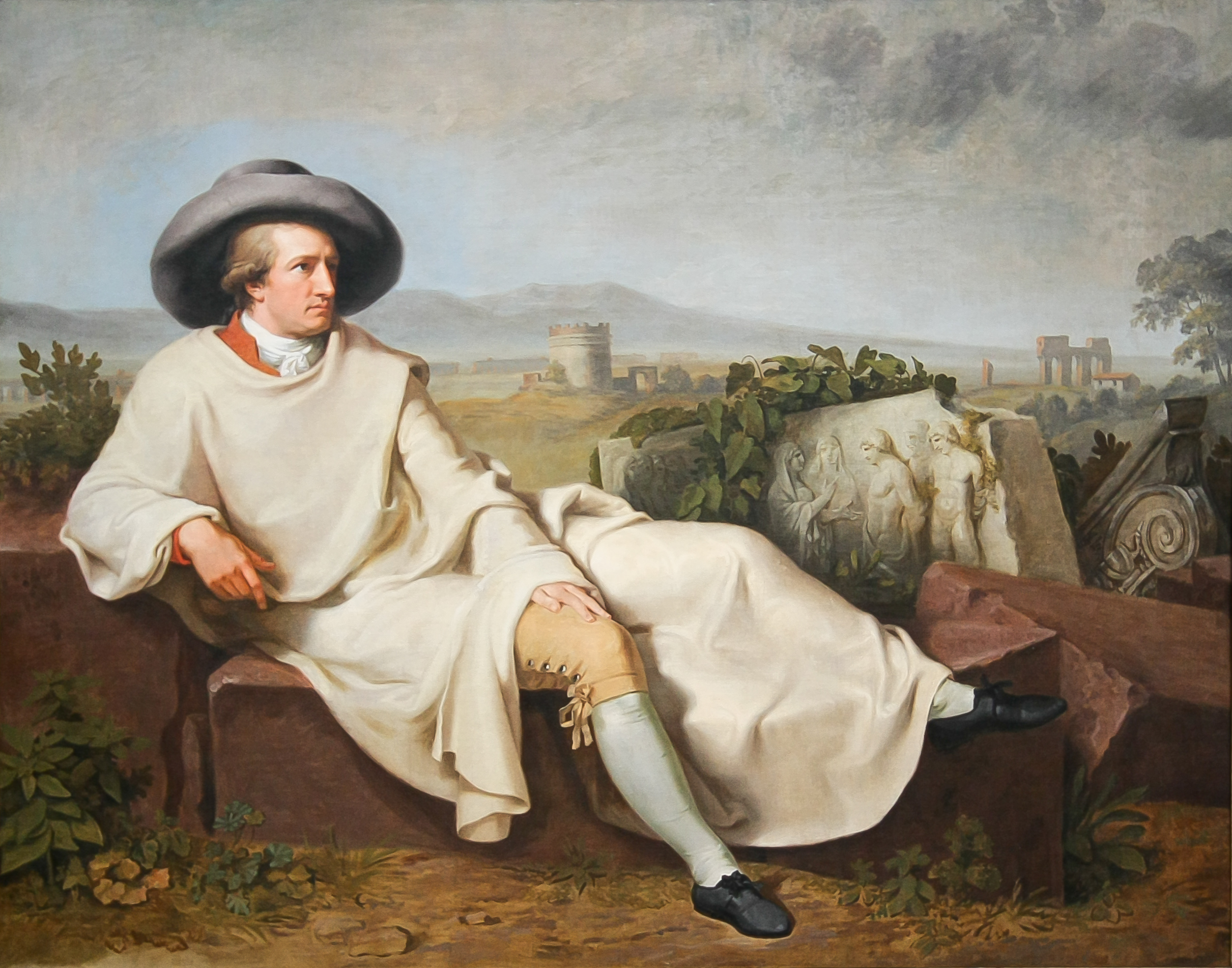
Goethe en Italia.

El comienzo del Clasicismo de Weimar se coloca a menudo en 1786, coincidiendo con el viaje a Italia de Goethe. Característica es su estrecha colaboración con Friedrich Schiller, que murió en 1805 en Weimar. Ambos autores, tras la fase del Sturm und Drang, se orientaron hacia ideales humanistas, en parte bajo el empleo clasicista de temas y modelos antiguos. 
La obra de teatro Ifigenia en Táuride de Goethe trataba la superación de prejuicios y con ello resulta un ejemplo para el ideal humanista clasicista. Su obra más importante es la tragedia Fausto (1808), al que siguió una segunda parte, Fausto II, en 1832. La obra de Goethe es muy amplia y su última fase no se suele incluir en el Clasicismo.
El segundo gran autor del Clasicismo de Weimar fue Friedrich Schiller. Escribió obras teóricas (Über naive und sentimentalische Dichtung, «Sobre la poesía inocente y sentimental»). También trató cuestiones filosóficas en la lírica (como en su Spaziergang, «Paseo»). Schiller escribió innumerables baladas (Die Bürgschaft, «La garantía/El aval») y una serie de dramas históricos (Wallenstein).
Otros autores que ocasionalmente son incluidos en el Clasicismo son Karl Philipp Moritz (1757-1793), considerado un precursor, y Friedrich Hölderlin (1770-1843), que ya muestra una tendencia hacia el Romanticismo. La novela Anton Reiser de Moritz, de tintes autobiográficos, es considerada la primera novela psicológica en lengua alemana.
En un sentido más laxo, se pueden incluir en el Clasicismo a Jean Paul (1763-1825), que escribió sobre todo novela satírica, y Heinrich von Kleist (1777-1811), cuyo tema a menudo es el individuo que brega con las obligaciones sociales o que se quiebra en ella, como en la novela Michael Kohlhaas.

## Romanticismo (hacia 1799-1835)

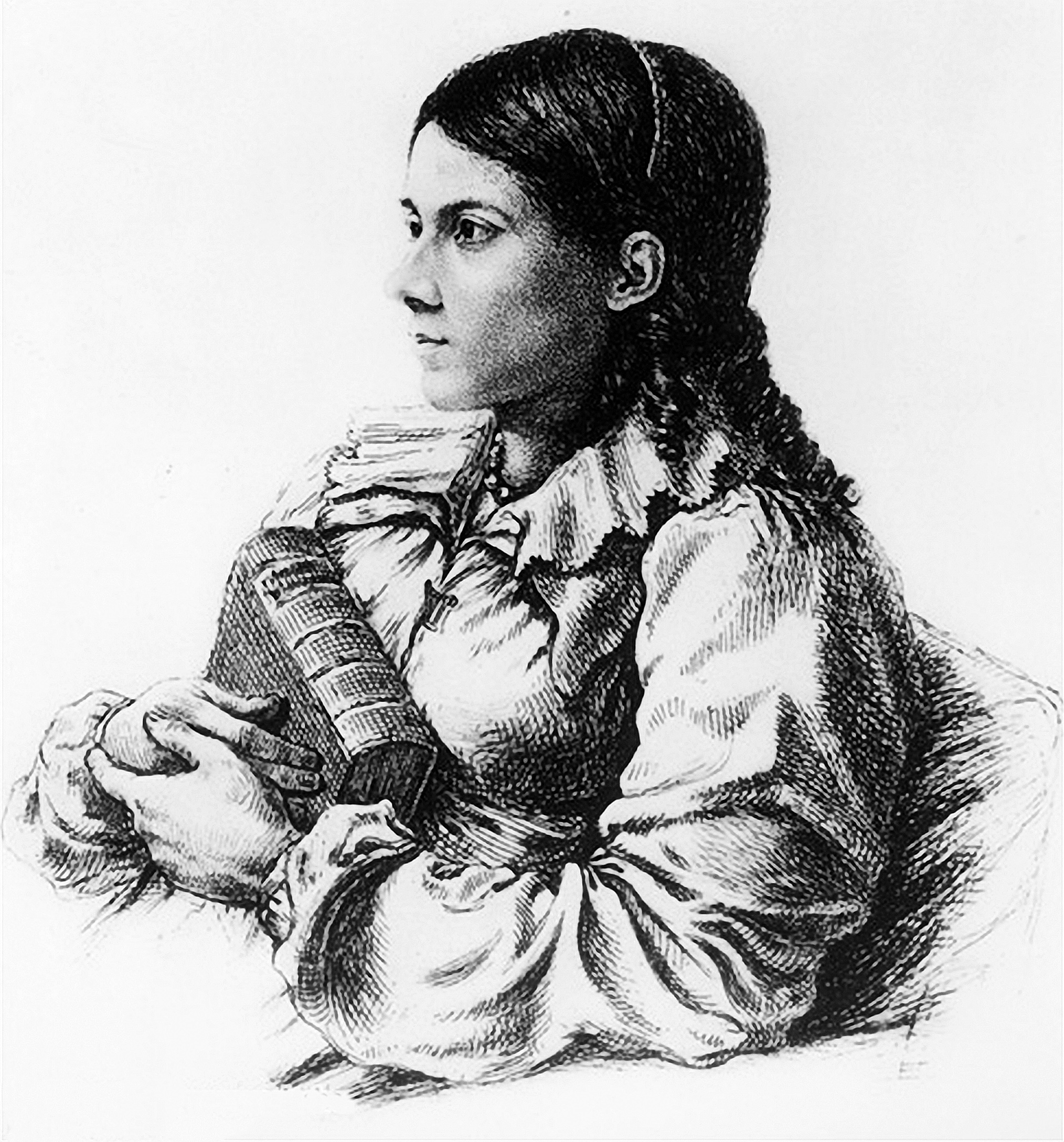
Bettina von Arnim.

El Romanticismo suele dividirse en cuatro épocas: inicial, pleno, tardío y posterior; en casos concretos no es sencillo realizar divisiones de autores y épocas.
El primer Romanticismo se puede considerar desde un punto de vista teórico literario la fase más interesante. Un grupo de autores que trabajaban en Jena y cultivaban una buena amistad, como los hermanos August Wilhelm (1767-1845) y Friedrich Schlegel (1772-1829), Wilhelm Heinrich Wackenroder (1773-1798), Ludwig Tieck (1773-1853) y Friedrich von Hardenberg (1772-1801), que publicaba bajo el seudónimo de Novalis, rompieron con muchas convenciones: por ejemplo, mezclaron en sus novelas poemas y baladas, pequeños cuentos, etc.; para ello a menudo hacían referencia a la obra de Goethe (Werther, Los años de aprendizaje de Wilhelm Meister). El hecho corresponde al concepto de «poesía universal progresiva» de Friedrich Schlegel, que no solo reúne los géneros y conocimientos más diversos, sino que reflexiona sobre sí mismo y contiene su propia crítica. Uno de los instrumentos más importantes de esta «poesía de la reflexión» es la ironía, que saca a relucir que el estado ideal, que según la teoría clásica debe ser reflejado por el arte, se escapa a la imaginación del ser humano y que las imágenes a través de las que se intenta representar este estado, no son confiables. Por otra parte, nunca podemos estar seguros de los múltiples significados y creaciones de las obras literarias, por lo que lo mejor es dejarse llevar por el atrevimiento de la mentira que representa el arte. El fragmento literario es otro de los instrumentos apreciados por los románticos, en el que el arte reflexiona sobre su propio «fracaso» y se separa del concepto «clásico» de la obra armónica y cerrada en sí misma, que representaba un estado ideal.
Como representantes del Romanticismo pleno se consideran Achim von Arnim (1781-1831) y Clemens Brentano (1778-1842). Editaron bajo el nombre de Des Knaben Wunderhorn (El cuerno mágico del muchacho) una colección de canciones populares. Fue su hermana y esposa respectivamente, Bettina von Arnim (1785-1859), la que con su obra Goethes Briefwechsel mit einem Kinde (Intercambio epistolar entre Goethe y un niño, 1935) que contribuyó de forma considerable a la popularidad de Goethe en Alemania, pero también describió una y otra vez las desigualdades sociales y políticas en Alemania en su obra (Armenbuch, «Libro de los pobres»; Dies Buch gehört dem König, «Este libro pertenece al rey», sobre todo su apéndice, además de Polenbroschüre, «Folleto polaco»).
También los hermanos Jacob y Wilhelm Grimm pertenecen con su colección de cuentos populares a esta época. También se puede incluir en esta época la obra adulta de Tieck.
El autor más conocido del Romanticismo tardío es E. T. A. Hoffmann (1776-1822), que en relatos como Kater Murr (Gato Murr) y El hombre de arena empleó la ironía romántica de forma psicológica, con lo que extendió una poética moderna que ya no estaba basada en el idealismo. Al Romanticismo tardío pertenece además el poeta Joseph von Eichendorff (1788-1857).
Heinrich Heine (1797-1856) adopta a menudo una actitud irónica frente al Romanticismo y sus temas, y posiblemente debiera estar incluido en el primer Realismo.

## Biedermeier(hacia 1830-1850) yVormärz(hacia 1830-1850)

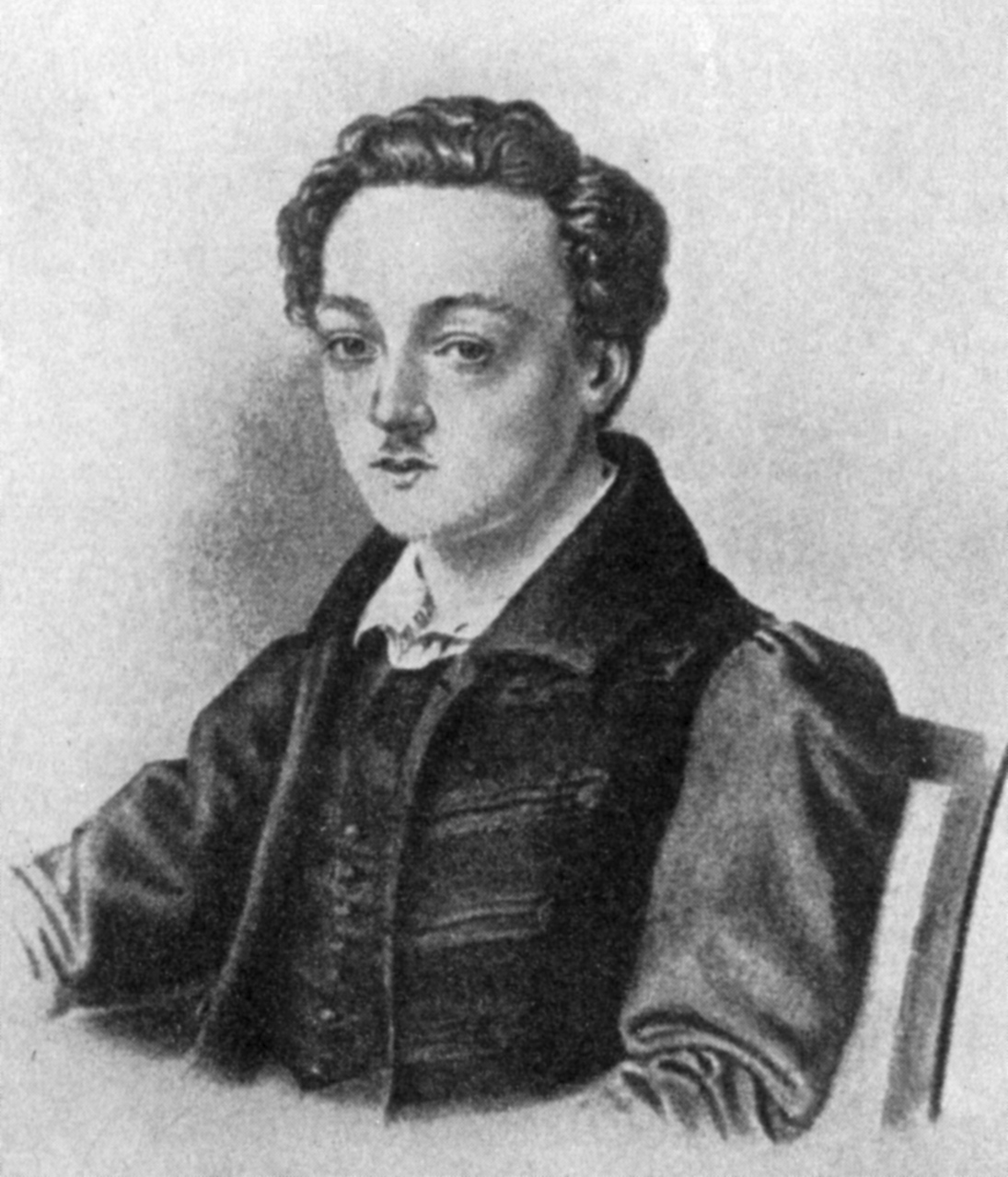
Georg Büchner.

Las corrientes literarias entre el Clasicismo y el Romanticismo por una parte y el Realismo burgués por otra no se dejan clasificar bajo una sola denominación. Para ello se emplean los nombres Biedermeier y Vormärz.
Los autores que se incluyen dentro del Vormärz estaban muy involucrados en la política y llevaron al poema político a su florecimiento. Muchos de ellos pertenecían a la agrupación informal Junges Deutschland (Alemania Joven), como era el caso de Georg Herwegh (1817-1875), Heinrich Laube (1806-1884), Karl Gutzkow (1811-1878) y Ferdinand Freiligrath (1810-1876). Imbuidos de un espíritu similar estuvieron Heinrich Heine (Die Harzreise, «El viaje por el Harz»;  Deutschland. Ein Wintermärchen, «Alemania. Un cuento de invierno»), Ludwig Börne (1786-1837) y Georg Büchner (1813-1837) (Woyzeck), muerto joven.
Otros autores, cuando no son incluidos en el Realismo, se incluyen en el Biedermeier. Conocidos sobre todo por su poesía son Nikolaus Lenau (1802-1850), Eduard Mörike (1804-1875), Friedrich Rückert (1788-1866) y August von Platen (1796-1835). En prosa se deben mencionar a Annette von Droste-Hülshoff (1797-1848) (Die Judenbuche,«El haya de los judíos»), Adalbert Stifter (1805-1868), Jeremias Gotthelf (1797-1854) y el cuentista Wilhelm Hauff (1802-1827).
Entre los dramaturgos que pertenecen más o menos al Biedermeier figurann Franz Grillparzer (1791-1872), Johann Nepomuk Nestroy (1801-1862) y Ferdinand Raimund (1790-1836). Grillparzer escribió tragedias similares a las del Clasicismo de Weimar, mientras que Nestroy y Raimund son representantes del Volksstück de Viena.

## Realismo poético (1848-1890)

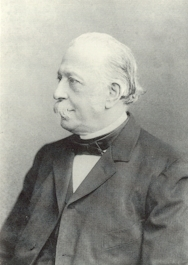
Theodor Fontane.

En el Realismo burgués o poético, los autores evitaron los grandes problemas sociales y políticos y se centraron en su patria chica, con sus paisajes y sus personajes. En el centro de todas las novelas, obras de teatro y poemas figura el individuo. Una característica estilística de muchas de sus obras es el humor, que consigue una distancia de la insoportable y horrible realidad. Dirige sin embargo su denuncia hacia el error singular y las debilidades de la sociedad, y no hacia el sistema en sí.
El género preferido era inicialmente la novela corta. Ejemplos son Das Amulett (El amuleto) del suizo Conrad Ferdinand Meyer (1825-1898) y Der Schimmelreiter (El jinete del caballo blanco) de Theodor Storm (1817-1888). En el teatro permanece en el recuerdo Friedrich Hebbel (1813-1863) con Maria Magdalena. Más tarde, además de la novela corta, apareció la novela, en la que se puede mencionar a Gustav Freytag (1816-1895) y Wilhelm Raabe (1831-1910).
Los autores más importantes de esta corriente son el suizo Gottfried Keller (1819-1890), que mantuvo un importante intercambio epistolar con Theodor Storm, y Theodor Fontane (1819-1898). Keller escribió el Bildungsroman Der grüne Heinrich (Heinrich el verde), además del ciclo de novelas cortas Züricher Novellen (Novelas cortas de Zúrich) y Die Leute von Seldwyla (La gente de Seldwyla), al que pertenece Romeo und Julia auf dem Dorfe (Romeo y Julieta en el pueblo). Fontane, que había empezado como periodista, escribió novelas como Frau Jenny Treibel o Effi Briest. Amplió su punto de vista cada vez más, desde una figura central hasta la novela social.
En Austria se encuentran temas rurales en Marie von Ebner-Eschenbach (1830-1916), Ludwig Anzengruber (1839-1889) y, ya a finales del movimiento, Peter Rosegger (1843-1918).

## Naturalismo (1880-1900)

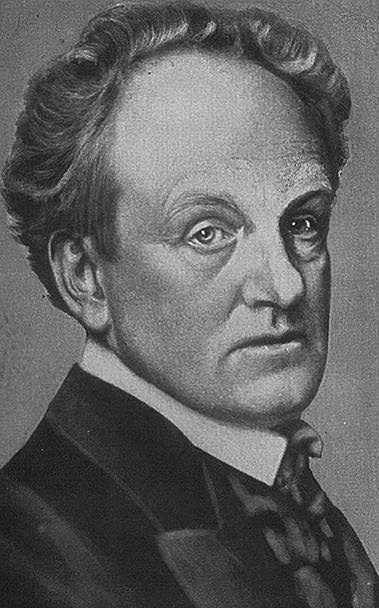
Gerhart Hauptmann.

El Naturalismo fue una nueva corriente artística y literaria que quería revelar de forma implacable las circunstancias de todas las partes de la sociedad. Lo que había sido mal visto por los realistas de mitad de siglo, se convirtió en el tema principal de esta corriente literaria. Sin tener en cuenta las fronteras tradicionales del llamado buen gusto, ni la sensibilidad artística burguesa, debía expresarse la verdad a partes iguales entre la realidad y la reproducción. Una novedad estilística fue el empleo de lenguaje común, jerga y dialecto. El héroe individual, que puede decidir con libertad, ya no está en el centro de relatos y obras de teatro, sino el hombre determinado por un colectivo, su origen, el medio o la época.
A diferencia de la literatura rusa o francesa, no existen en alemán apenas novelas naturalistas de importancia. Arno Holz (1863-1929) y Johannes Schlaf (1862-1941) escribieron poesía y prosa corta (Papa Hamlet). Conocida es la obra de Holz Kunst = Natur - x (Arte = naturaleza - x), donde x debe tender a cero, con lo que el arte no debería ser nada más que la reproducción de la realidad. La aportación de Gerhart Hauptmann (1862-1946) fue más importante, con obras de teatro como Die Weber (Los tejedores), que tuvo reconocimiento internacional. 
En el límite del naturalismo se encuentra Frank Wedekind (1864-1918). Su obra de teatro Frühlings Erwachen, con su tema púber erótico, muestra ya retazos de Fin de siècle.

## Desde el cambio de siglo hasta 1933
Con el Naturalismo y el Simbolismo comienza lo que a menudo se denomina los clásicos modernos. Esta época está marcada por un pluralismo estilístico, la aparición en paralelo de diversas corrientes. La mayoría de los autores pueden incluirse en por lo menos una de estas corrientes.

### Simbolismo
Para los clásicos modernos el término «vanguardia» llegó a tener una importancia especial. La corriente literaria comenzó a finales del siglo XIX con los simbolistas franceses, con poetas como Stéphane Mallarmé, Charles Baudelaire y Arthur Rimbaud. Los representantes más importantes del Simbolismo alemán fueron Stefan George (1868-1933), Hugo von Hofmannsthal (1874-1929) y Rainer Maria Rilke (1875-1926). El simbolismo sigue un programa completamente distinto al Naturalismo, descrito arriba, que aproximadamente transcurría a la vez. La lírica simbolista es elitista y da el mayor valor a la belleza y la forma. Un estilo artístico similar es el Jugendstil, la época suele denominarse Fin de siècle.
Centros de la literatura alemana fueron Berlín y Viena, por lo que se habla a menudo de los Berliner Moderne y los Wiener Moderne. El movimiento sufrió un abrupto fin con el inicio de la Primera Guerra Mundial.

### Época moderna

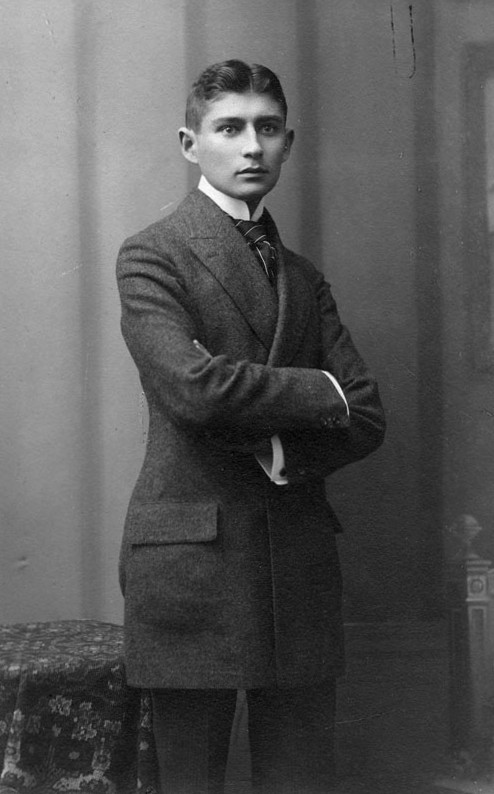
Franz Kafka.

En paralelo a estas corrientes enfocadas programáticamente contra la tradición, aparecieron obras de prosa que retomaban las formas tradicionales y las perfeccionaron; se debe nombrar a Rainer Maria Rilke con su novela Die Aufzeichnungen des Malte Laurids Brigge (1910; Los cuadernos de Malte Laurids Brigge), Heinrich Mann (1871-1950) (cuya primera época puede considerarse precursora del Expresionismo), Thomas Mann (1875-1955) (con grandes novelas artificiosas y relatos transidos por un tema), Hermann Broch (1886-1951), Robert Musil (1880-1942), Franz Kafka (1883-1924) y Hermann Hesse (1877-1962).

### Heimatkunst
La Heimatkunst es una corriente literaria en lengua alemana que se fue extendiendo aproximadamente entre 1890 y 1910. Apareció inmediatamente después del Naturalismo. El principal impulsor del movimiento fue el escritor e historiador de la literatura Adolf Bartels, que en un artículo de 1898 en la revista Der Kunstwart empleó por primera vez la expresión «Heimatkunst». Junto con Friedrich Lienhard, extendió el nuevo concepto a través de la revista Heimat editada en Berlín y de corta duración.
El nuevo movimiento debía alejarse del sujeto de la gran ciudad e ir en dirección de la patria (Heimat) y el pueblo. En un concepto más amplio, Heimat no solo se refiere a la vida en el campo, sino también la ciudad puede ser patria. Al igual que el Naturalismo, del que toma las técnicas, no solo se debe expresar el amor a la patria, sino también crítica, lo que no consiguieron de forma coherente. En estudios recientes se ha descubierto que este movimiento ya presentaba algunos pensamientos del movimiento ecologista posterior.
Con su actitud básica conservadora y antimoderna, fue un precedente de la literatura nazi de la sangre y la tierra, el Blut- und Boden.

### Expresionismo (hacia 1910-1920) y Vanguardia

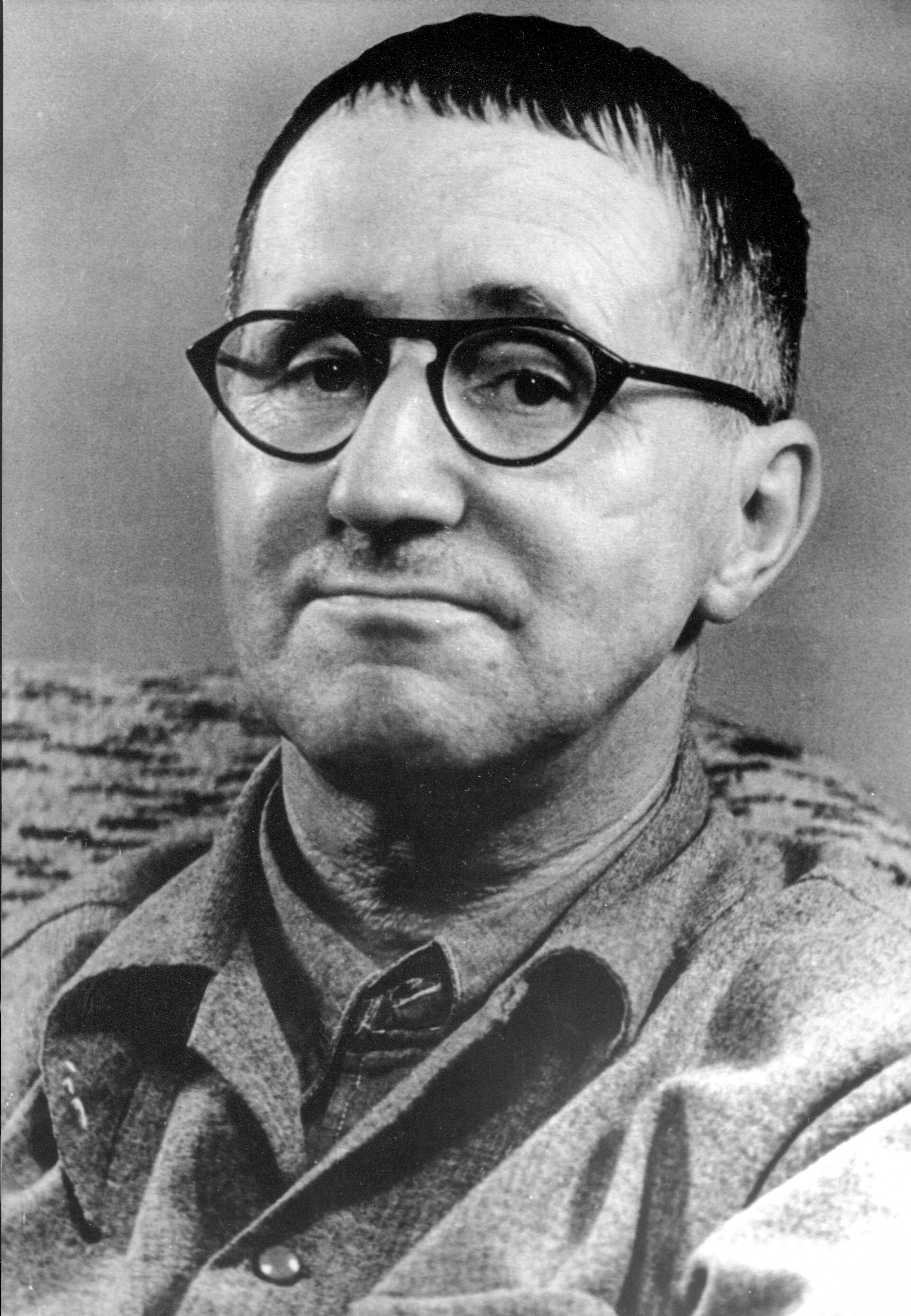
Bertolt Brecht

El Expresionismo es considerada la última gran corriente literaria de Alemania. Al igual que el Simbolismo, pertenece a las corrientes literarias de la Vanguardia. Las vanguardias son literaturas que acentúan la novedad y la teoría, y aparecen con gesto antiburgués, que alcanzó su punto álgido en el Dadaísmo, que clases educadas descalificaban como Nonsense-Literatur, literatura absurda. También recibió influencias del Surrealismo y del Futurismo. Estas corrientes sufrieron en Alemania una interrupción a causa de la llegada al poder del nazismo, en Europa por la Segunda Guerra Mundial, y en cierta medida incluso un fin obligado por circunstancias externas.
Se considera como chispa inicial de la lírica expresionista el poema Weltende (Fin del mundo) de Jakob van Hoddis, escrito en 1911, cuyas pocas líneas «parecen convertirnos en otras personas», como dijo Johannes R. Becher. Gottfried Benn (1886-1956), que acababa de terminar su formación de médico, dio mucho que hablar con su pequeño libro Morgue, que incluía poemas con versos en prosa, que hasta el momento no habían sido, o apenas habían sido empleados (por ejemplo Leichenbeschauhaus, «Depósito de cadáveres»; Geburt im Kreißsaal, «Nacimiento en la sala de partos», y Prostitution).
Otros autores importantes del Expresionismo fueron Alfred Döblin (1878-1957), Albert Ehrenstein, Carl Einstein, Salomo Friedlaender, Walter Hasenclever, Georg Heym, Heinrich Eduard Jacob (1889-1967), Ludwig Rubiner, Else Lasker-Schüler (1869-1945), August Stramm, Ernst Toller (1893-1939), Georg Trakl (1887-1914) y Alfred Wolfenstein.

### Neue Sachlichkeit
Tras el Expresionismo llegó cada vez más una actitud realista y sobria, que suele denominarse Neue Sachlichkeit, Nueva Objetividad. En el teatro, se deben mencionar Ödön von Horvath (1901-1938), Bertolt Brecht (1898-1956) y el director Erwin Piscator; en la épica, entre otros, a Erich Kästner (1899-1974), Anna Seghers (1900-1983), Erich Maria Remarque y Arnold Zweig, así como Marieluise Fleißer, Irmgard Keun o Gabriele Tergit.

## Nacionalsocialismo y exilio

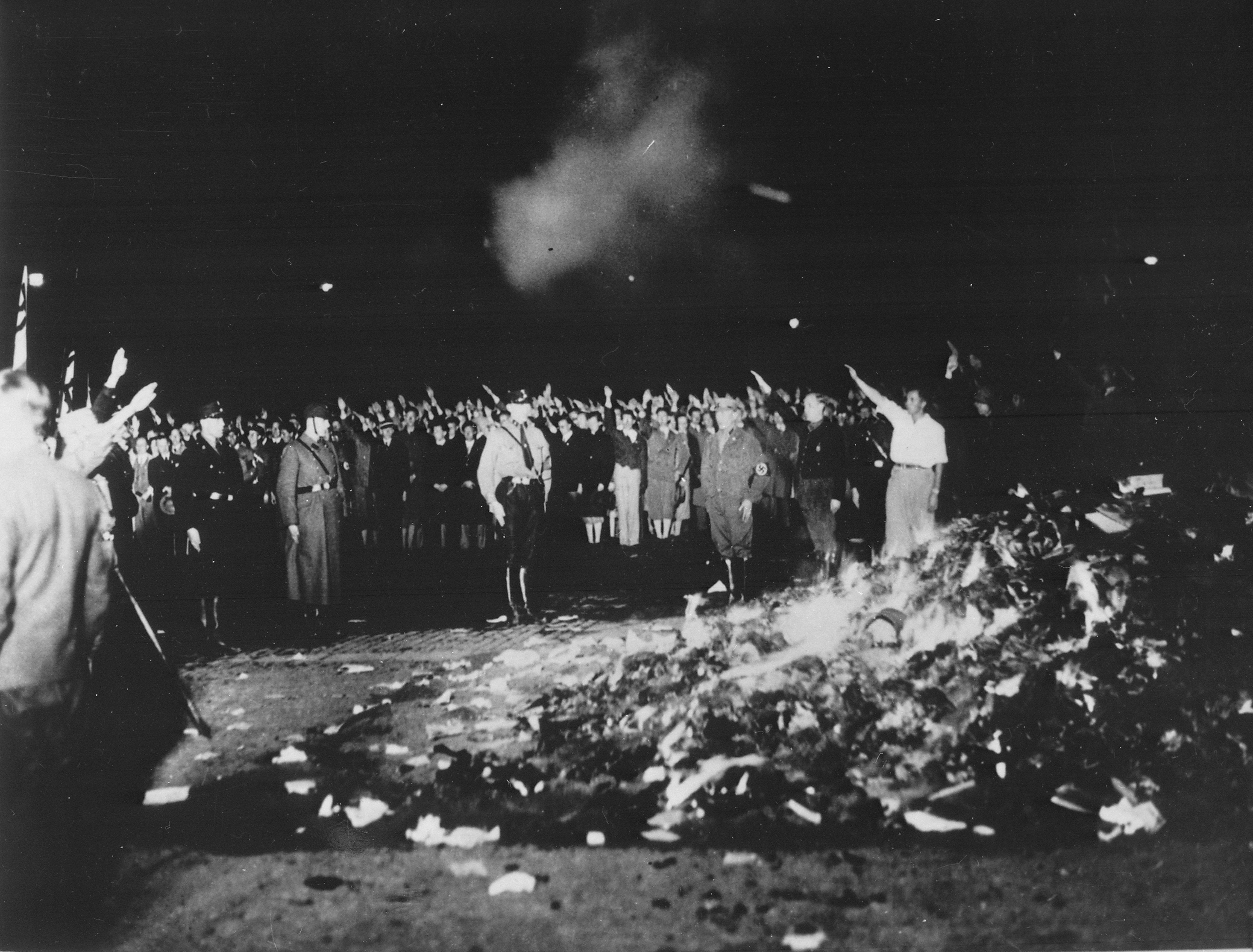
Estudiantes de la Universidad de Berlín en el Opernplatz, Unter den Linden, en Berlín, el 11 de mayo de 1933, quemando libros.

El 30 de enero de 1933 se entregó el poder del Reich Alemán a los nacionalsocialistas. Ese mismo año hubo quemas públicas de libros. Literatura independiente y crítica literaria dejó de ser posible. Lo mismo ocurrió en Austria tras la anexión en 1938; también allí fueron quemados libros. El Régimen fomentó una literatura llamada de sangre y tierra, Blut- und Boden, a cuyo lado sobrevivía una literatura más o menos sin ideología dedicada al entretenimiento. Los opositores destacados al Régimen estaban amenazados de muerte si no iban al exilio; así fueron asesinados Jakob van Hoddis y Carl von Ossietzky. Algunos autores permanecieron en el país, aunque fueran opositores a los nazis, formando parte de la llamada Innere Emigration, la «emigración interna». Fueron condenados al silencio y escribieron para el archivo personal o sobre temas apolíticos, pero la distinción con los autores específicamente apolíticos es a menudo difícil. Nombres conocidos que se quedaron en el país fueron Gottfried Benn, Ernst Jünger, Erich Kästner, Ehm Welk, Gerhart Hauptmann, Heimito von Doderer, Wolfgang Koeppen, Josef Weinheber, Mirko Jelusich, Franz Koch y Robert Hohlbaum. Además, los siguientes miembros de la Dichterakademie: Will Vesper, Börries Freiherr von Münchhausen, Hans Grimm, Erwin Guido Kolbenheyer, Wilhelm Schäfer, Werner Beumelburg, Hans Friedrich Blunck, Agnes Miegel, Hanns Johst, Emil Strauß, así como Rudolf G. Binding.
1500 autores conocidos por su nombre se exiliaron, a menudo por caminos tortuosos; muchos se suicidaron (Stefan Zweig, Kurt Tucholsky). Centros de la Exilliteratur, la literatura del exilio, surgieron en muchos países del mundo, entre otros, también en Suiza, que fue especialmente importante para autores de teatro. En vista de la cantidad de autores, casi todos aquellos con un cierto renombre se exiliaron, apenas se puede hablar de una literatura temática o estilísticamente unificada en el exilio. Autores que se mantuvieron productivos en el exilio fueron entre otros Thomas y Heinrich Mann, Bertolt Brecht, Anna Seghers, Franz Werfel y Hermann Broch. Otros, como Alfred Döblin, Heinrich Eduard Jacob y Joseph Roth, no se adaptaron. 
Tras la Guerra, muchos autores permanecieron en el extranjero, algunos volvieron. Después de su huida de Viena a Londres tras el Anschluss, Elias Canetti consiguió el Premio Nobel de Literatura como ciudadano británico. Es de señalar que muchos ya no pudieron enlazar con sus éxitos de antes de la Guerra y el exilio.

## Literatura después de 1945
Tras el final de la Segunda Guerra Mundial se habló del punto cero literario. La Trümmerliteratur, la literatura de los escombros, describía un mundo hecho añicos. Pronto se trató de recuperar el desarrollo literario; sólo ahora, veinte años después de su muerte, fue descubierta la obra de Franz Kafka. El Wiener Gruppe empleó formas nuevas de lírica; en Alemania Occidental se formó el grupo informal Gruppe 47, cuyo miembros dieron el tono en la literatura de la Posguerra.
Con la creación de los nuevos estados alemanes se crearon condiciones distintas para la literatura. Seguidamente se explican las literaturas de la República Federal de Alemania, la República Democrática Alemana, Austria y Suiza por separado, pero las diferencias no deben ser sobrevaloradas: se trata de una única lengua y, con excepción de la RDA, de un mercado común.

### República Federal de Alemania

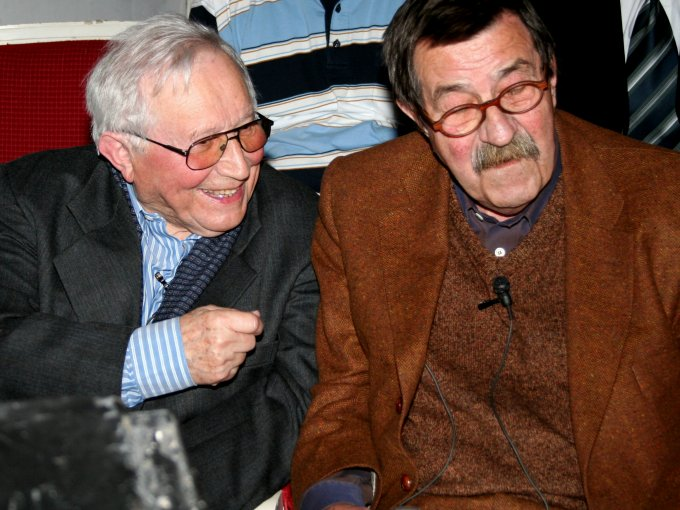
Günter Grass (dcha.).

Inmediatamente después de 1945 se expresó el horror de la guerra y la situación de los que volvieron a casa. Una forma nueva de hacerlo fue el cuento corto, por ejemplo las de Heinrich Böll (1917-1985). Tras la aparición del Milagro Económico Alemán la literatura se concentró en el presente, novelas de Wolfgang Koeppen (1906-1996), Siegfried Lenz (1926-2014), Christine Brückner (1921-1996) y Martin Walser (1927) tratan el tema. Günter Grass (1927-2015), Premio Nobel de Literatura de 1999, escribió Die Blechtrommel (El tambor de hojalata), una novela picaresca, que trataba la historia reciente alemana y que también consiguió muy buenas críticas en el extranjero. Poetas importantes de la época fueron Günter Eich (1907-1972), que también escribió obras para la radio, un género muy popular en la época. Entre otros, Helmut Heißenbüttel (1921-1996) escribía caligramas.
Autores que se dejan clasificar con dificultad son Uwe Johnson (1934-1984), Ror Wolf (1932), influenciado por el Nouveau roman, y Arno Schmidt (1914-1979), amigo de hacer experimentos. Wolfgang Hildesheimer (1916-1991) escribió obras de teatro absurdo en una época en la que el teatro todavía estaba marcado por Bertolt Brecht.
Con la guerra de Vietnam y el Mayo del 68 aumentó la poesía política (Hans Magnus Enzensberger (1929), Erich Fried (1921-1988)) y el teatro político (Peter Weiss (1916-1982), Rolf Hochhuth (1931)). Una corriente contraria fue la Nueva subjetividad, que se ocupaba con temas privados (entre otros Jürgen Theobaldy). Un poeta pop y underground destacado de la década de 1970 fue Rolf Dieter Brinkmann (1940-1975).
En la década de 1980 destacaron Botho Strauß (*1944) (teatro) y Ulla Hahn (*1946) y más tarde Durs Grünbein (*1962) (poesía).

### República Democrática Alemana

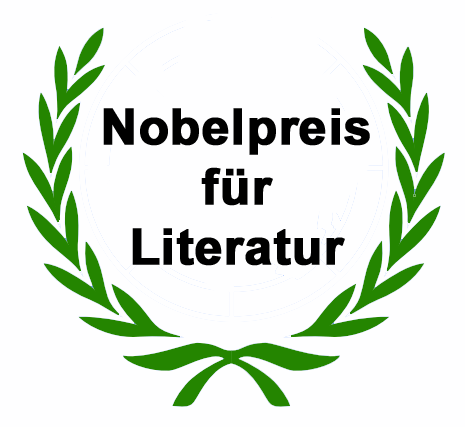
1902 Theodor Mommsen (DE)
1908 Rudolf Eucken (DE)
1910 Paul Heyse (DE)
1912 Gerhart Hauptmann (DE)
1919 Carl Spitteler (CH)
1929 Thomas Mann (DE)
1946 Hermann Hesse (CH/DE)
1966 Nelly Sachs (DE)
1972 Heinrich Böll (DE)
1981 Elias Canetti (UK)
1999 Günter Grass (DE)
2004 Elfriede Jelinek (AT)
2009 Herta Müller (RU/DE)
2019 Peter Handke (AT)

La RDA se definía a sí misma como Literaturgesellschaft («sociedad de la literatura», la expresión es de Johannes R. Becher), luchaba contra la Poesiefeindlichkeit («enemistad a la poesía») de Occidente y la transformación en un gueto de la alta cultura. Se debía realizar una democratización a nivel de la producción, la distribución y la crítica. Sin embargo, la censura llevó al absurdo la democratización, ya que el estado intentaba instumentalizar la literatura para sus fines, el del socialismo real.
El Régimen promocionaba una literatura basada en el realismo socialista y un plan sobre esa base fue dado a conocer bajo el nombre Bitterfelder Weg («Camino de Bitterfeld»). Entre los autores afines al gobierno debe mencionarse sobre todo a Hermann Kant (1926). Johannes Bobrowski (1917-1965) escribió la prosa más importante de la época. En la década de 1970 se nota una tendencia hacia na Nueva subjetividad, al igual que en Alemania Occidental. Muchos autores tuvieron que o pudieron abandonar la RDA, como Wolf Biermann (1936), Sarah Kirsch (1935) y antes Uwe Johnson (1934-1984).
Autores importantes fueron entre otros: Christa Wolf (1929-2012), Heiner Müller (1929-1995), Irmtraud Morgner (1933-1990), Stephan Hermlin (1915-1997), Stefan Heym (1913-2001), Jurek Becker (1937-1997).

### Austria
Tras la Segunda Guerra Mundial algunos autores trataron de enlazar con la tradición moderna interrumpida por el Austrofascismo y el Nazismo, fueron sobre todo el Wiener Gruppe («Grupo de Viena») en torno a Gerhard Rühm (*1930) y H. C. Artmann (1921-2000), además de Albert Paris Gütersloh (1887-1973) y Heimito von Doderer (1896-1966). La afinidad por el juego de palabras es una constante en la literatura austriaca, a la que pertenecen conocidos autores como Ernst Jandl (1925-2000) y Franzobel (1967). Los poetas más importantes fueron Friederike Mayröcker (1924) y Christine Lavant (1915-1973). Erich Fried emigró a Gran Bretaña.
En las décadas de 1960 y 70 la literatura de Austria tuvo un florecimiento, cuando autores como Peter Handke (1942), Ingeborg Bachmann (1926-1973) y Thomas Bernhard (1931-1989) cambiaron permanentemente la literatura en lengua alemana. En esa tradición trabajaron también contemporáneos importantes como por ejemplo Norbert Gstrein, Elfriede Jelinek (1946), O. P. Zier, Sabine Gruber y Ruth Aspöck.

### Suiza

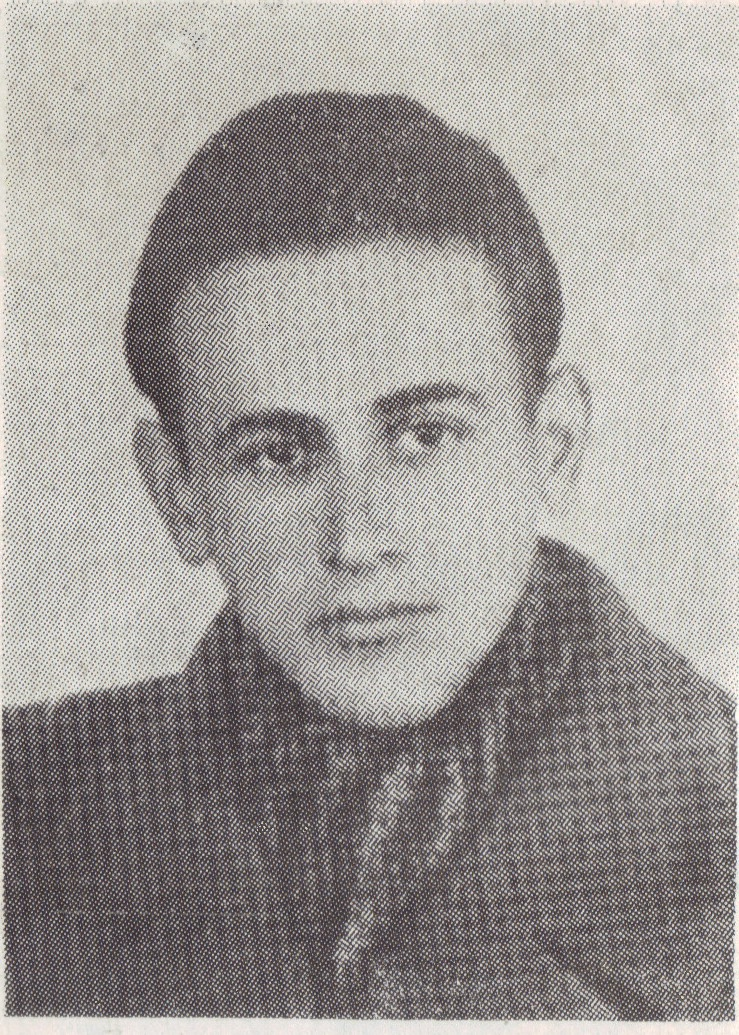
Paul Celan.

Al contrario que en Alemania o Austria, en Suiza no hubo un cambio radical en la literatura en lengua alemana en 1945. Los autores suizos más importantes fueron Max Frisch (1911-1991) y Friedrich Dürrenmatt (1921-1990). Ambos escribieron novela y teatro, Frisch más bien intelectual, Dürrenmatt más bien ocurrente/macabro. Otros autores suizos, a menudo a la sombra de los dos gigantes, son Adolf Muschg (1934), Peter Bichsel (1935), Urs Widmer (1938).
La asociación de autores más importante de Suiza fue Gruppe Olten, desaparecida de 2002.

### Rumanía
El autor rumano en lengua alemana contemporáneo más leído es Eginald Schlattner, que sigue trabajando en Rumanía. La autora del Banato, Herta Müller, Premio Nobel de Literatura de 2009, vive actualmente en Alemania.
Anteriormente hay que mencionar a Adolf Meschendörfer, en la primera mitad del siglo XX, en Kronstadt. Pero sin duda el autor más importante fue Paul Celan, que vivió entre 1947 y 1948 algunos meses en Viena y se asentó finalmente en París.
Aunque la mayoría de los rumanos de lengua alemana han emigrado, se ha formado en el Banato un nuevo grupo literario, Die Stafette, del que podrían surgir nuevos autores que podrían continuar la tradición literaria.

## Literatura contemporánea en lengua alemana

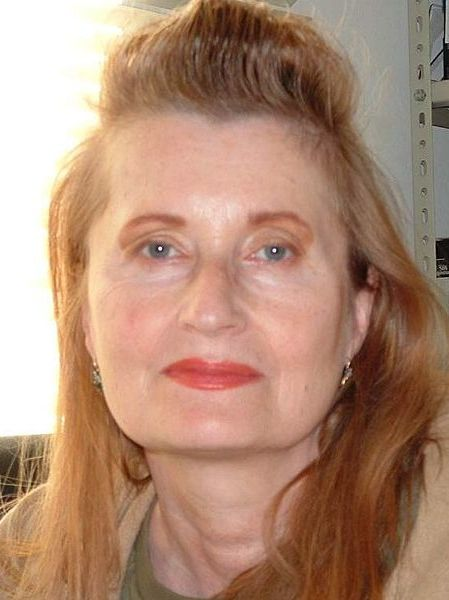
Elfriede Jelinek.

Tendencias actuales, en parte ya desapareciendo, de la literatura en lengua alemana son por ejemplo la llamada literatura pop y una explosión de debutantes y autores jóvenes. Estas apariciones son en parte dirigidas por el mercado del libro, que ha crecido enormemente desde 1945 y en el que, por lo menos desde la década de 1990, incluso literatura buena tiene dificultades para obtener la atención del público.
A la literatura en lengua alemana actual a menudo se le echa en cara su indiferencia política, así como una obsesión en torno a temas autobiográficos de la niñez. Un contrapunto es la entrega del Premio Nobel de Literatura en 2004 a Elfriede Jelinek, que escribe literatura feminista y comprometida políticamente.
Un fenómeno que ya está perdiendo su brillantez tiene su centro en el sur de Alemania y Austria. Se trata del Postmodernismo y aún más del fenómeno literario de la novela postmoderna. Autores importantes son Oswald Wiener, Hans Wollschläger, Christoph Ransmayr, Walter Moers y Marlene Streeruwitz.
Los autores de ciencia ficción de Alemania más conocidos son Andreas Eschbach y Frank Schätzing. El escritor de novela negra más importante es Peter Schmidt. De la literatura pop hay que mencionar entre otros a Christian Kracht (Faserland), Benjamin von Stuckrad-Barre (Soloalbum) y Rainald Goetz (Irre).
Desde la década de 1990 han ganado en importancia en el área de lengua alemana las literaturas multiculturales; por ejemplo, la literatura turcoalemana ha llegado a los niveles más altos, cuyas raíces se encuentran en la literaturas de la migración de la década de 1960. Un autor de origen turco como Feridun Zaimoglu pertenece al conjunto de autores jóvenes contemporáneos más importantes en lengua alemana. También representantes de las literaturas multiculturales son Wladimir Kaminer o Rafik Schami, considerados de importancia dentro de la literatura contemporánea en alemán.
Uno de los poetas más importantes desde finales de la década de 1980 es, sin duda, Thomas Kling (1957-2005), que con su estilo, a menudo fonético, ha sabido dar un acento vivificador a la poesía en alemán. También se deben mencionar a Marcel Beyer, Durs Grünbein y Uwe Kolbe entre los poetas destacados a finales del siglo XX y principios del XXI.
Autores contemporáneos importantes de novela son entre otros Thomas Brussig, Dietmar Dath, Daniel Kehlmann, Martin Mosebach, Ulrich Peltzer, Ingo Schulze, Uwe Tellkamp y Juli Zeh; entre los autores de teatro Albert Ostermaier, Moritz Rinke o Roland Schimmelpfennig.